# Roche (Loira)
Roche és un municipi francès situat al departament del Loira i a la regió d'Alvèrnia-Roine-Alps. L'any 2007 tenia 270 habitants.

## Demografia

### Població
El 2007 la població de fet de Roche era de 270 persones. Hi havia 104 famílies de les quals 28 eren unipersonals (16 homes vivint sols i 12 dones vivint soles), 28 parelles sense fills, 36 parelles amb fills i 12 famílies monoparentals amb fills.
La població ha evolucionat segons el següent gràfic:
Habitants censats

### Habitatges
El 2007 hi havia 180 habitatges, 112 eren l'habitatge principal de la família, 52 eren segones residències i 16 estaven desocupats. 168 eren cases i 7 eren apartaments. Dels 112 habitatges principals, 98 estaven ocupats pels seus propietaris, 11 estaven llogats i ocupats pels llogaters i 3 estaven cedits a títol gratuït; 1 tenia una cambra, 3 en tenien dues, 10 en tenien tres, 22 en tenien quatre i 76 en tenien cinc o més. 83 habitatges disposaven pel capbaix d'una plaça de pàrquing. A 41 habitatges hi havia un automòbil i a 57 n'hi havia dos o més.

### Piràmide de població
La piràmide de població per edats i sexe el 2009 era:
| Homes | Edats   | Dones |
| ----- | ------- | ----- |
| 0     | 95 o +  | 0     |
| 0     | 90 a 94 | 0     |
| 0     | 85 a 89 | 8     |
| 0     | 80 a 84 | 0     |
| 8     | 75 a 79 | 12    |
| 0     | 70 a 74 | 8     |
| 4     | 65 a 69 | 4     |
| 8     | 60 a 64 | 4     |
| 4     | 55 a 59 | 8     |
| 12    | 50 a 54 | 4     |
| 20    | 45 a 49 | 12    |
| 4     | 40 a 44 | 8     |
| 16    | 35 a 39 | 12    |
| 4     | 30 a 34 | 4     |
| 8     | 25 a 29 | 4     |
| 8     | 20 a 24 | 4     |
| 0     | 15 a 19 | 16    |
| 12    | 10 a 14 | 16    |
| 0     | 5 a 9   | 8     |
| 4     | 0 a 4   | 0     |

## Economia
El 2007 la població en edat de treballar era de 173 persones, 130 eren actives i 43 eren inactives. De les 130 persones actives 122 estaven ocupades (73 homes i 49 dones) i 8 estaven aturades (6 homes i 2 dones). De les 43 persones inactives 17 estaven jubilades, 12 estaven estudiant i 14 estaven classificades com a «altres inactius».

### Ingressos
El 2009 a Roche hi havia 111 unitats fiscals que integraven 261 persones, la mediana anual d'ingressos fiscals per persona era de 12.415 €.

### Activitats econòmiques
Dels 7 establiments que hi havia el 2007, 1 era d'una empresa alimentària, 1 d'una empresa de fabricació d'altres productes industrials, 2 d'empreses de construcció, 1 d'una empresa de comerç i reparació d'automòbils i 2 d'empreses immobiliàries.
Dels 2 establiments de servei als particulars que hi havia el 2009, 1 era una fusteria i 1 lampisteria.
L'únic establiment comercial que hi havia el 2009 era una fleca.
L'any 2000 a Roche hi havia 32 explotacions agrícoles que ocupaven un total de 891 hectàrees.

## Equipaments sanitaris i escolars
El 2009 hi havia una escola elemental.

## Poblacions més properes
El següent diagrama mostra les poblacions més properes.